# Alsókubin
Alsókubin (szlovákul: Dolný Kubín, németül: Unterkubin) város Szlovákiában. Az Árvavölgy központja, a Zsolnai kerület Alsókubini járásának székhelye. Benyólehota, Kisbiszterec, Knyazsa, Medzihradne, Mokrágy, Nagybiszterec, Szrnyace és Zászkal települések tartoznak hozzá.

## Fekvése
Az Árva (folyó) két partján, az Árvai-hegység délnyugati részén fekszik. Megközelíthető az 59-es és 70-es főúton.

## Nevének eredete
Az egyik változat szerint a szlovák Jakub személynév becéző változatából alakult ki. A másik változat szerint egy varég népcsoport, a kölpények nevéből származik.

## Története
Területe ősidők óta lakott. Határában a lausitzi és a hallstatti kultúra bronzkori erődített települése állt. A Trniny-dombon egykor a puhói kultúra települése, majd kelta vár állott.
Taksony vagy Géza fejedelem egy varég népcsoportot, a kölpényeket telepítette erre a vidékre, a gyepű, az országhatár védelmének céljából. A város a 13. században alakult ki az árvai váruradalom területén. 1235 és 1270 között „Kolbin”, 1314-ben „Kublen”, 1345-ben „Kubin”, 1381-ben „Also Helben”, 1391-ben „Clbin”, 1408–1409-ben „Culbyn” illetve „Cublyn” néven említik az írott források.
Eredeti címerében Alexandriai Szent Katalin volt látható kerékkel, mely rózsává változott, erre emlékeztet a város mai címere is. A 16. században itt is tért hódított a reformáció. Urai saját hivatalnokaikat, kézműveseiket telepítették ide, akik részben németek voltak és a település mezőgazdasági jellegét még a 17. század előtt megváltoztatták. Birtokosa, Illésházy Gáspár révén városi jogokat 1632-ben, vásártartási jogot 1633-ban kapott. 1683-ban Árva vármegye székhelye lett, de ebben az évben a Bécs felmentésére vonuló lengyel és litván hadak teljesen feldúlták és csaknem elnéptelenedett.
A 18. század elejére fejlett mezőváros lett, jelentős kézművesiparral. 1715-ben alapították szabó és csizmadiacéhét, ekkor mintegy 340 lakosa volt. Lakói közül sokan sajt és lenolaj készítéssel, szeszfőzéssel foglalkoztak, megnyílt a városi ispotály is. 1774-ben 479-en lakták.
A 18. század végén Vályi András így ír róla: „Alsó Kubin. Középszerű Város Árva Várm. az Árvai Uradalomhoz tartozik, lakosai katolikusok, és evangelikusok; nevezetesíti, ’s ékesíti a’ Vármegyeháza, mellyen e’ felűl írat szemléltetik: Incolite has aedes Pallas, s aequa Themis. Fekszik Felső Kubin, Knyazsa, és Puczó helységeknek szomszédságában, ezek filiáji. Nevezetesen híd építtetett itten 1795dikben Árva vizén; határja közép termésű, vagyonnyai külömbfélék.”
1828-ban 149 házában 1291 ember élt. A várost 1834-ben tűzvész pusztította el, ezután kapta mai arculatát. 1849. április 28-án itt veri szét Beniczky őrnagy honvédserege a szlovák felkelők seregét.
Fényes Elek 1851-ben kiadott geográfiai szótárában így ír a városról: „Kubin (Alsó-), tót mv., Árva vmegyében, az Árva bal partján: 327 kathol., 810 evang., 124 zsidó lak. Kath. és evang. anyatemplomok; synagóga. Diszére szolgál a városnak a szép vármegyeháza, s az Árva vizén épült kőhid. Van itt továbbá egy vendégfogadó, sörház, kőbánya; heti és országos vásárok, s 41 sessio. Földe a megyében a legjobbak közül való, s buzát, rozsot is terem. F. u. az árvai uradalom. Ut. p. Rosenberg.”
1872-ben itt nyílt meg az első árvai pénzintézet, 1888-ban pedig az első kereskedelmi iskola. A fejlődést az 1893-ban és 1895-ben kitört tűzvészek akasztották meg. A trianoni diktátumig Árva vármegye Alsókubini járásának székhelye.
1949-ben került hozzácsatolásra Kisbiszterec, Nagybiszterec, Zászkal.

## Népessége
| Év:            | 1994.  | 2004.   | 2014.   | 2024.   |
| -------------- | ------ | ------- | ------- | ------- |
| Emberek száma: | 19 464 | 19 883  | 19 291  | 17 540  |
| Eltérés:       |        | +2,15 % | -2,97 % | -9,07 % |

| Év:            | 2023.  | 2024.   |
| -------------- | ------ | ------- |
| Emberek száma: | 17 600 | 17 540  |
| Eltérés:       |        | -0,34 % |

1910-ben 1821-en lakták, ebből 1055 szlovák, 471 magyar és 245 német anyanyelvű.
2011-ben 19 633 lakosából 17 848 szlovák, 20 magyar volt.
2021-ben 18 095-en lakták, ebből 17 112 (+69) szlovák, 20 (+7) magyar, 31 (+40) cigány, 5 (+11) ruszin, 256 (+47) egyéb és 671 ismeretlen nemzetiségű.

## Nevezetességei

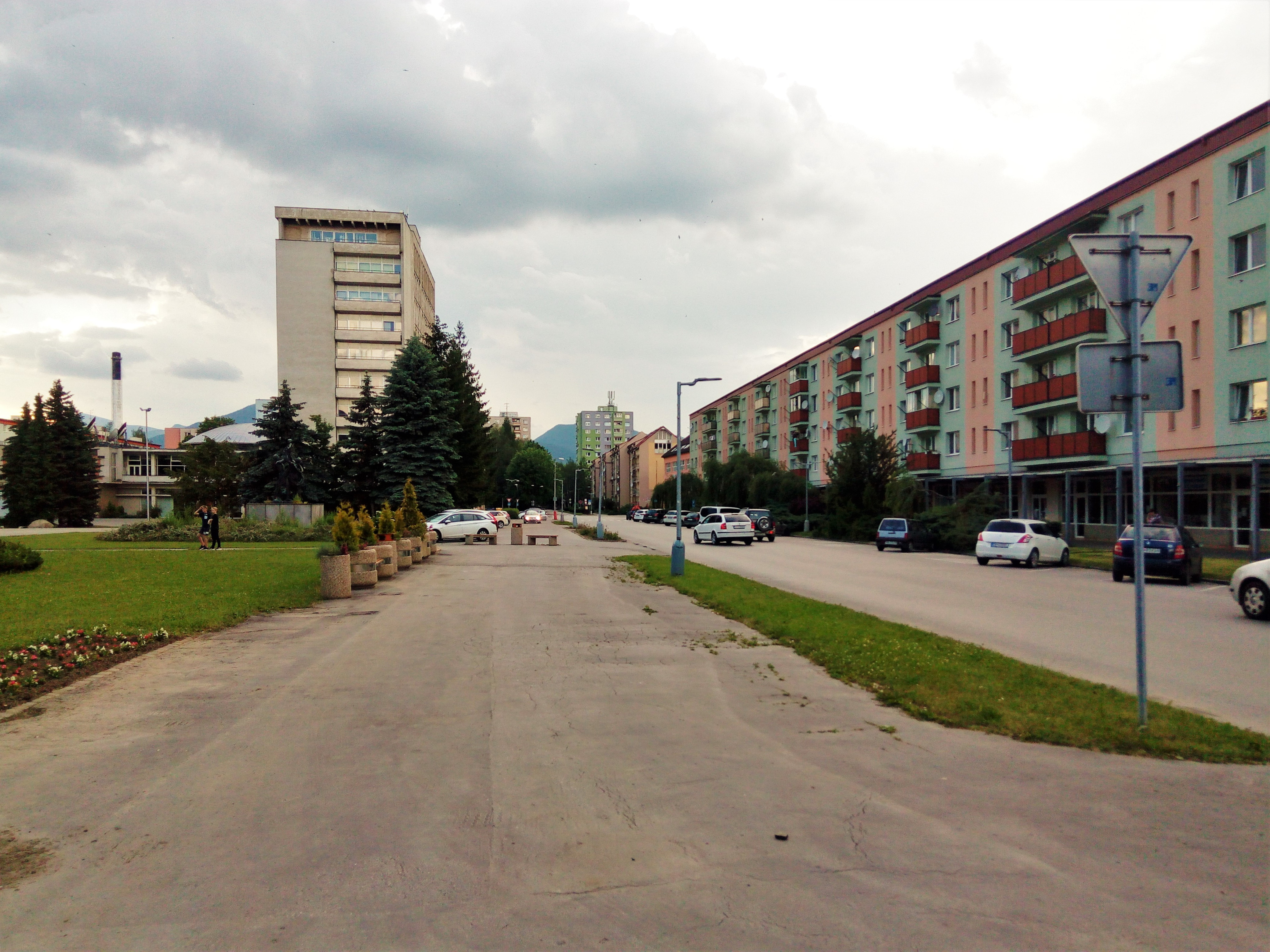
Nagybiszterec
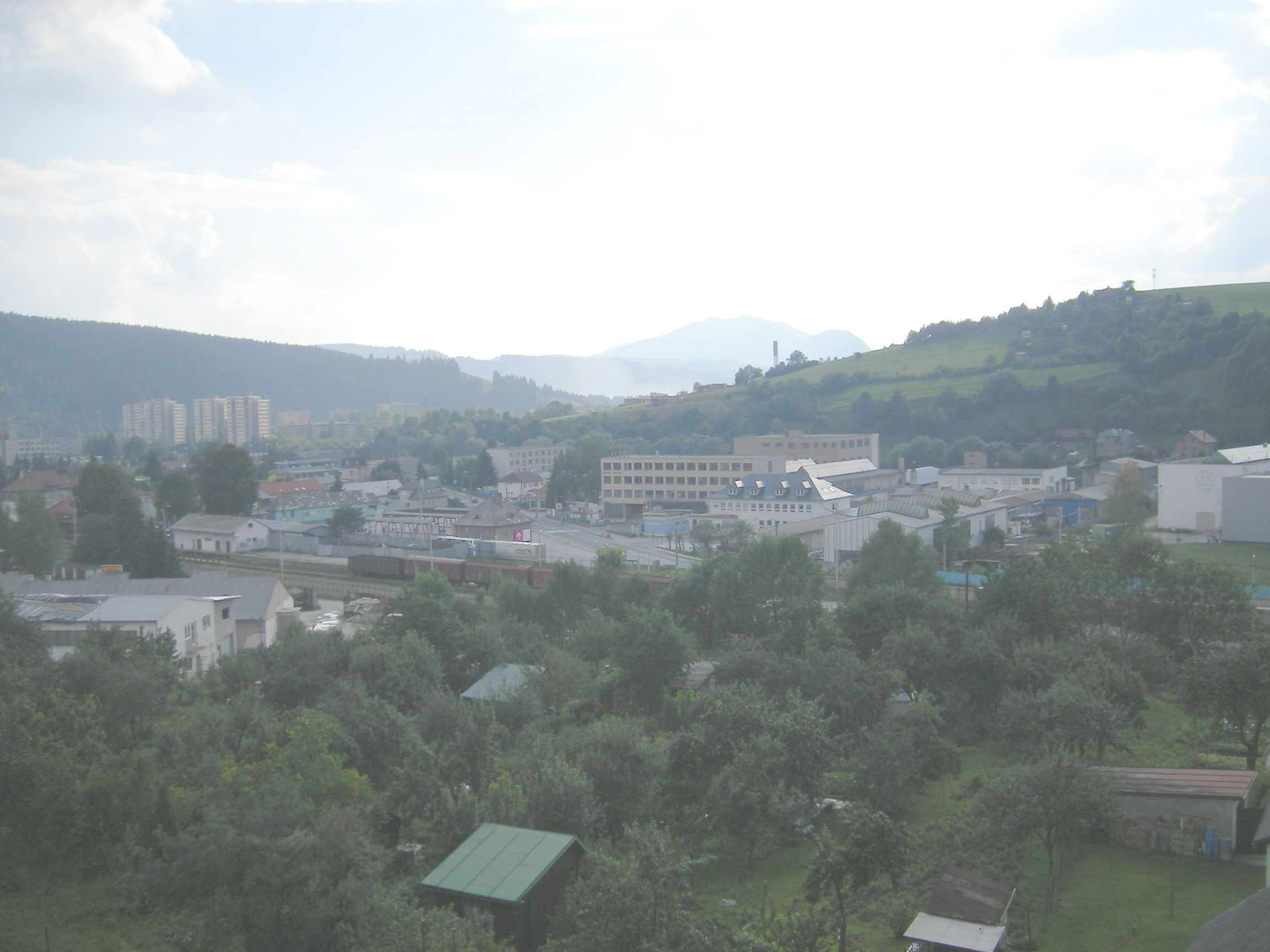
Alsókubin látképe az 59-es útról

- Alexandriai Szent Katalinnak szentelt római katolikus plébániatemploma 14. századi eredetű, 1885–86-ban neogótikus stílusban építették át, szárnyasoltára 16. századi.
- Evangélikus temploma 1893–94-ben épült, a tűzvész által elpusztított korábbi templom helyén.
- A megyeháza a 17. század utolsó harmadában épült barokk stílusban, homlokzatán a vármegye 18. századi címerével, ma művelődési ház.
- Nevezetesség még az Árván átívelő oszlopsoros híd.
- Itt működik a Csaplovics Lőrinc által alapított Csaplovics-könyvtár.

## Híres emberek
- Itt született Ambrózy András evangélikus lelkész és szlovák nyelvű énekköltő.
- Itt született 1821-ben Ján Matuška a szlovák himnusz költője.
- Itt született 1822-ben Tyroler József réz- és acélmetsző
- Itt született 1824-ben Zsasskovszky Endre karnagy, zeneszerző
- Itt született 1843-ban Szontágh Dániel, Árva vármegye történetírója.
- Itt született 1843-ban Szontágh Miklós orvos, fürdőalapító, tudományos író.
- Itt született 1866-ban Ladislav Nádaši-Jégé orvos író.
- Itt született 1880-ban Divéky Adorján történész.
- Itt született 1882-ben Pavol Bujnák kritikus, műfordító.
- Itt született 1885-ben Holub József történész, jogtörténész, egyetemi tanár, az MTA tagja.
- Itt született 1905-ben Balázs János festőművész.
- Itt született 1905-ben Izsóf Zoltán állatorvos.[6]
- Itt született 1934-ben Ján Johanides szlovák író.
- Mokrágyon hunyt el 1916-ban Kocyán Antal erdész, zoológus, ornitológus.
- Itt nyugszik Hviezdoslav, szlovák költő, emlékszobra a főtéren áll, előtte a költő szobrával.
- Bajcsy-Zsilinszky Endre 1912 februárjától az I. világháború kitöréséig közigazgatási gyakornokként dolgozott a főispáni hivatalban.

## Lásd még
- Benyólehota
- Kisbiszterec
- Knyazsa
- Mokrágy
- Nagybiszterec
- Szrnyace
- Zászkal